# Печурський Олександр Олексійович
Олександр Олексійович Печурський (рос. Александр Алексеевич Печурский; 4 червня 1990, м. Магнітогорськ, СРСР) — російський хокеїст, воротар. Виступає за «Амур» (Хабаровськ) у Континентальній хокейній лізі.
Вихованець хокейної школи «Металург» (Магнітогорськ). Виступав за «Металург» (Магнітогорськ), «Сталеві Лиси» (Магнітогорськ), «Три-Сіті Амерікенс» (ЗХЛ), «Піттсбург Пінгвінс», «Міссісіпі Ріверкінгс» (КХЛ), «Вілкс-Барре/Скрентон Пінгвінс» (АХЛ), «Титан» (Клин), «Южний Урал» (Орськ).
В чемпіонатах НХЛ — 1 матч.
У складі юніорської збірної Росії учасник чемпіонатів світу 2007 і 2008.
Досягнення
- Переможець юніорського чемпіонату світу (2007), срібний призер (2008)
- Володар Кубка Гагаріна (2014).